# Iudex
Iudex war seit dem altrömischen Recht die Bezeichnung für den streitentscheidenden Richter im zivilen Prozessverfahren (apud iudicem). Bestimmt und eingesetzt wurde der iudex privatus vom Gerichtsmagistraten, regelmäßig dem Prätor. Im römischen Recht werden unterschiedliche Richterbegriffe angetroffen, was insbesondere für die kollegial organisierten Spruchkörper (Geschworenengerichte) gilt. In jeweiliger Spezialzuständigkeit entschieden neben dem Iudex, centumviri (in Erbsachen), decemviri stlitibus iudicandis (als Voruntersuchungsbehörde), recuperatores (in Prozessen mit besonderer Bedeutung und Dringlichkeit) und der arbiter (im Schiedswesen) per Richtspruch.
Der Prätor hatte die Aufgabe, die Rechtslage eines angebahnten Streitfalls in einem einleitenden Verfahrensabschritt (in iure) unter rein sachlich-juristischen Aspekten einzureihen und erkenntnisgemäß die einschlägige Prozessformel aus seinem für das Gerichtsjahr festgelegten Edikt festzulegen und zu verkünden. An diese Maßnahme schloss sich der zweite Verfahrensabschnitt an, bei dem der Iudex mit der Aufgabe betraut wurde, die Prozessformel nebst Beweisprogramm auf die Tatsachen des streitgegenständlichen Lebenssachverhalts anzuwenden und im Rahmen des vorgegebenen Spielraums eine gerichtliche Entscheidung zu treffen. Bei der Beweiswürdigung hatte er regelmäßig freies Ermessen. 
In formaler Hinsicht war der Iudex Privatmann, der nach Ableistung eines Eides erst mit dem Richteramt betraut wurde. In den frühen Legisaktionenverfahren und den späteren Formularprozessen über die Zeit der Republik wurde der Iudex noch von den Parteien ausgewählt oder er wurde aus einer amtlichen Liste heraus bestimmt, welche anfänglich Senatoren, später auch Ritter, als Geschworene auswies. Mit der Einführung des Kognitionsverfahrens wurde der Iudex in der Kaiserzeit formal dann zum Amtsträger (Beamter) aufgewertet. Rangtiefere Richter, die lediglich für Einzelfälle der cognitio oder für Schiedsverfahren beauftragt wurden, waren die iudices pedanei. Bei deren Heranziehung unterlagen die Statthalter als Provinzialrichter allerdings Einschränkungen; streitig ist in der Forschung überdies, ob für die Entscheidung von Prozessen Militärkommndanten (praepositi) als iudices pedanei in Betracht kamen.
Die Abgrenzung der Kompetenzen des Iudex zum Prätor war nicht immer präzise möglich. Schwierigkeiten konnten sich ergeben, wenn rechtliche und tatsächliche Fragen nicht zweifelsfrei einer der beiden Sphären entstammten. In diesem Grenzbereich waren Fragen zu den konkreten Parteienvereinbarungen (quod actum est) zu stellen. Aber auch in den Fällen, in denen die Formel sich begrifflich mit Prozessbeginn als dehnbar erwies, sodass sie auslegungsbedürftig wurde (formulae in ius conceptae), wurde (insbesondere bei Mehrpersonenverhältnissen) in Einzelfällen das Abgrenzungsgebot durchbrochen und der Iudex entschied die sich nach ius civile stellende Rechtsfrage selbst (quaestio iuris). Üblicherweise aber seien die Richter Angehörige höherer Gesellschaftsschichten gewesen, weshalb regelmäßig eigene Rechtskenntnisse vorausgesetzt werden konnten oder ein consilium juristischer Berater zur Seite stand.
Bei Amtspflichtverletzungen (vgl. iudex, qui litem suam fecit) konnte richterliches Fehlverhalten aus Delikt sanktioniert werden. Umgekehrt führte eine regelwidrige Bestellung des Richters in Zeiten des zivilrechtlichen Formularprozesses, also außerhalb des Strafprozesses, nicht zur Ungültigkeit gefällter Urteile.
Insgesamt wird heute nicht mehr davon ausgegangen, dass der Iudex allein für die Tatsachenfeststellung und die Tatsachenentscheidung (Urteil) zuständig war. Dass davon auszugehen ist, dass auch laienhafte Entscheidungen die Rechtswirklichkeit und die Entwicklung des Rechts beeinflussten, kann zur Erklärung beitragen, weshalb in den Quellen für unterschiedliche Klagearten auch unterschiedliche Lösungen für gleichartige Fragen belegt sind.